# Мицубиши (корпорация)
Корпорация „Мицубиши“ (三菱商事株式会社 Mitsubishi Shōji Kabushiki-gaisha) е най-голямата търговска компания в Япония (сого шоша) и член на кейрецу Мицубиши Груп. Към 2022 г. в Mitsubishi Corporation работят над 80 000 души и действа в осем бизнес сегмента, включително енергетика, индустриални финанси, банкиране, машини, химикали и храни.

## История
Компанията проследява своите корени до конгломерата Мицубиши, основан от Ятаро Ивасаки. Първоначално Ивасаки е нает от клана Тоса от днешната префектура Кочи, който го изпраща в Нагасаки през 1860-те. През това време Ивасаки се сближава със Сакамото Рьома, основна фигура в реставрацията Мейджи, която слага край на шогуната Токугава и възстановява номиналното върховенство на императора на Япония през 1867 г. Ивасаки е поставен начело на търговската операция на клана Тоса, Цукумо Шокай, базирана в Осака. Тази компания променя името си през следващите години на Мицукава Шокай и след това на Мицубиши Шокай'. Около 1871 г. компанията е преименувана на Мицубиши Стийм Къмпъни и започва да изпълнява пощенски услуги между Йокохама и Шанхай с поддръжка от правителството.
Под ръководството на Ивасаки в края на 1800 г., Мицубиши диверсифицира бизнеса си в застраховане, минно дело (Takashima Coal Mine) и корабостроене. След смъртта му през 1885 г. неговият приемник Яносуке Ивасаки слива корабоплаването с конкурентно предприятие, за да формира Nippon Yusen Kaisha (NYK Line) и пренасочва бизнеса на Mitsubishi към добива на въглища и мед. През 1918 г. международният търговски бизнес на групата се отделя, за да се формира Mitsubishi Shoji Kaisha. Mitsubishi Goshi Kaisha служи като компания-майка на групата през Втората световна война, по време на която компанията от групата Mitsubishi Heavy Industries (стартирала през 1934 г.) произвежда кораби, самолети и тежки машини за военни нужди.
След войната администрацията на Дъглас Макартър призова за разпускането на корпорациите тип дзайбацу, които доминират в японската икономика. Mitsubishi е единственият голям дзайбацу, който първоначално отказва това искане, но в крайна сметка се разпада през 1947 г. и съгласно ограничителните правила, наложени от окупационните власти, служителите на търговското подразделение на Mitsubishi Shoji се ребрандират в 100 отделни компании. В началото на 1950 г. ограниченията върху повторното консолидиране на zaibatsu са облекчени и до 1952 г. по-голямата част от бившия Mitsubishi Shoji се обединява в три компании.
Настоящата Mitsubishi Corporation е основана чрез сливането на тези три компании, за да се образува Mitsubishi Shoji Kaisha, Ltd. през 1954 г.; През същата година Mitsubishi е листвана на Токийската фондова борса и на тази в Осака. Променя името си на Mitsubishi Corporation през 1971 г. Едновременно с повторното стартиране, Mitsubishi разкрива четиринадесет офиса за връзка извън Япония, както и дъщерно дружество в САЩ с офиси в Ню Йорк и Сан Франциско. До 1960 г. Mitsubishi има петдесет и един офиса в чужбина. Първата мащабна инвестиция на Mitsubishi извън Япония е проект за втечнен природен газ в Бруней, реализацията на който започва през 1968 г.
Наред с Mitsubishi Bank, Mitsubishi Corporation играе централна роля в международната търговия за другите участници от бившето Mitsubishi дзайбацу в следвоенната епоха, такива като как Mitsubishi Heavy Industries и Mitsubishi Motors, образувайки голяма кейрецу бизнес група.
Mitsubishi е най-голямата японска компания за стоки с общо предназначение (сого шоша) от края на 1960-те до средата на 1980-те; след като пада до пето място през 1986 г., тя предприема поредица от големи задгранични придобивания заедно с други компании от групата Mitsubishi. До 2015 г. Mitsubishi отново е най-високо класираната търговска компания по нетни печалби. Mitsubishi отбеляза първата си следвоенна нетна загуба през фискалната година, приключила през март 2016 г., на фона на забавяне на китайската икономика и спад на стоковите пазари, което кара Mitsubishi да отстъпи първото си място на компанията Itochu.
Berkshire Hathaway придобива над 5% от акциите в компанията през 12-месечния период, приключващ през август 2020 г.
През февруари 2024 г. индийската TVS Mobility образува съвместно предприятие с Mitsubishi, наречено TVS Vehicle Mobility Solution (TVS VMS). Mitsubishi ще има 32% дял в новия бизнес, като инвестира 3 млрд. индийски рупии, с което навлиза на индийския автомобилен пазар.

## Дейност
Бизнесът на Mitsubishi Corporation е разделен на осем сегмента:
- Бизнес услуги (Business Service Group): Фокусира се върху информационните технологии. Mitsubishi е японският партньор на Tata Consultancy Services и управлява център за данни в Митака.[14]
- Околна среда и инфраструктура (Global Environmental & Infrastructure Business Group): Занимава се с транспорт, вода, електричество и промишлени проекти. Неговите инфраструктурни проекти включват летища в Мандалай (Мианмар) и Улан Батор, градски железници в Кайро, Доха и Дубай и енергийни проекти под имената Diamond Generation и Diamond Transmission.[15] През 2015 г. Mitsubishi обявява стратегически съюз с турската Çalık Enerji, за да засили своя инфраструктурен бизнес в Турция и Северна Африка.[16]
- Група за индустриални финанси, логистика и развитие (Industrial Finance, Logistics and Development Group): Занимава се с управление на активи, финансиране на активи, недвижими имоти и логистика.[17]
- Енергетика (Energy Business Group): Управлява търговията и инвестициите със суров нефт, втечнен природен газ, втечнен нефтен газ, шистов газ, биогорива и други енергийни стоки в различни страни.[18]
- Металургия (Metals Group): Разработва концесии и търгува с въглища, желязна руда, никел, хром, мед, алуминий, уран и платина.[19] През 2014 г. Mitsubishi открива мина за коксуващи въглища на стойност 3,4 млрд. щ.д. в Куинсланд, Австралия, чрез 50% дялово участие в BHP Mitsubishi Alliance.[20]
- Машиностроене (Machinery Group): Продава тежки машини, кораби, отбранително оборудване и моторни превозни средства (по-специално за Isuzu).[21]
- Химия (Chemicals Group): Произвежда и търгува с голямо разнообразие от стокови и функционални химикали, особено нефтохимикали.[22]
- Храни (Living Essentials Group): разработва и търгува с потребителски продукти и управлява операции на дребно; инвеститор във веригите магазини Lawson (Япония) и Alfamart (Индонезия).[23]

От тези сегменти енергетиката е най-големият досега, като представлява почти половината от консолидирания нетен доход на компанията през първата половина на фискалната 2015 г.